# إله الحرب (دي سي كوميكس)
إله الحرب هو عبارة عن سلسلة محدودة من الكتب المصورة الأمريكية مؤلفة من ستة أعداد تدور أحداثها في عصر الأساطير اليونانية لكون إله الحرب . كتب المسلسل مارف ولفمان ، ورسمه أندريا سورينتينو ، وأنتج غلاف كل عدد أندي بارك ، الذي كان أيضًا فنانًا لسلسلة ألعاب الفيديو . تم نشر الأعداد الخمسة الأولى من اله الحرب بواسطة وايلد ستورم . نظرًا لإغلاق الشركة في ديسمبر 2010 ، تم نشر الإصدار الأخير من قبل الشركة الأم ، دي سي كوميكس . وتزامن إطلاق المسلسل مع إطلاق لعبة الفيديو إله الحرب الجزء الثالث في مارس 2010. تم نشر العدد الأخير في يناير 2011 ، تلاه غلاف ورقي تجاري في مارس.

## روابط خارجية
- إله الحرب في دي سي كوميكس
- إله الحرب
- God of War